# Kralj Matjaž
Kralj Matjaž (Svenska Kung Matjaž) är en legendarisk hjälte i Slovenien. Enligt legenden sover han under berget Peca på gränsen mellan nutida Slovenien och Österrike. När hans skägg vuxit runt hans stenbord nio varv kommer han att vakna och bringa en gyllene era till slovenerna.

## Legenden
Kung Matjaž var en god konung. Alla var välkomna i hans rike och Kung Matjaž var hjälpvillig. Hans tid var en god tid för Karantanien. Andra kungar avundades hans makt så de slog sig samman och anföll honom med förenade krafter. Med bara ett hundratal av hans överlevande soldater, tvingades Matjaž gömma sig i en grotta som öppnade sig vid foten av Peca. I grottan satt Matjaž vid ett stort stenbord med sina män omkring sig och föll i dvala. Legenden säger att när hans skägg vuxit sig nio varv runt bordet, kommer Kung Matjaž att vakna igen och en lind kommer att växa upp framför grottan mitt i vintern. Linden kommer att blomma under midnattstimmen för att sedan vissna bort och då kommer Kung Matjaž att komma ut ur sitt gömställe för att besegra sina fiender, avskaffa orättvisor och åter härska över slovenerna.